# Uruguay (departamento)
Uruguay é um departamento da Argentina, localizado na província de Entre Ríos.